# 代替医療
代替医療（だいたいいりょう、英: alternative medicine）は、「現段階では公的に通常医療と見なされていない、さまざまな医学・健康管理システム、施術、生成物質など」を意味する。自己判断・自己責任で行うもので費用は全額自己負担であり、アメリカの国立補完代替医療センター（現 国立補完統合衛生センター）でも民間療法と同義としている。

## 概説
近代ドイツ医療社会史専攻の服部伸は、代替医療（オルタナティブ医療）とは、科学的・分析的な近代医学の限界を指摘し、時には霊の力を援用しながら、患者の心身全体の調和を取り戻そうとする医療であり、中国医学や漢方医学、アーユルヴェーダもこれに含まれると主張している。今のところ、通常医療に取って代わるような代替医療は存在しないとしている。帝京大学の大野智は、「科学的に有効性が裏付けられた医療は通常医療に組み込まれるため、代替医療という言葉自体に矛盾があるのかもしれない」と主張している。日本でも一部の漢方薬は通常医療に取り入れられている。
似た用語に、補完医療、相補医療（ほかんいりょう、complementary medicine）があるが、これは「通常医療を補完する医療」を指す用語である。アメリカでも日本でも、学会等の正式の場では代替医療と補完医療を総称して補完・代替医療(Complementary and Alternative Medicine: CAM) の名称が使われることが多かったが、アメリカでは近年変わりつつある。
アメリカの国立補完代替医療センター（現・アメリカ国立補完統合衛生センター）では、2010年頃から研究目的は「病気の予防・治療」から「症状 のマネジメント」に変更され、各種施術療法の総称として、補完・代替医療ではなく補完的健康アプローチ（complementary health approaches）という用語を使うようになってきている。
通常医療と補完・代替医療の2つを統合した医療は統合医療と呼ばれる。日本の厚生労働省は、統合医療は近代西洋医学と補完・代替医療や伝統医学等とを組み合わせて行う療法であり、多種多様なものが存在すると説明している。
これらは元々欧米から発信されている用語であり、欧米での西洋医学の歴史が反映された概念である。

## 分類

### 世界保健機関
世界保健機関は2000年に「伝統医療の研究・評価の方法論の一般的ガイドライン（General Guidelines for Methodologies on Research and Evaluation of Traditional Medicine）において、補完・代替医療を「該当国の伝統に基づいており、かつ主流の医療制度に統合されていない医療技法」と定義している。
たとえば欧州ではいくつかのハーブ療法（植物療法）は通常医療となっているが、米国では補完・代替医療とされている。

### アメリカ国立補完統合衛生センター
アメリカ国立衛生研究所 (NIH) に属する国立補完統合衛生センター (NCCIH) では、補完的健康アプローチ（補完医療）は、大きく天然物（natural products）と心身療法（mind and body practices）という2つのサブグループに分けられるとしている。。
天然物
- 薬草（生薬、ハーブ、キノコ）を使った製品、ビタミン・ミネラルなどのサプリメント[9]、プロバイオティクス[10]、栄養補助食品など。

心身療法
- 鍼治療[11]
- 瞑想（仏教に由来するマインドフルネス瞑想、超越瞑想など）[12]
- マッサージ療法[13]
- 西洋・東洋の動作を用いた療法（フェルデンクライスメソッド、アレクサンダーテクニック、ピラティス、ロルフィング、トレガーアプローチ（英語版）など）
- リラクゼーション法（呼吸法、誘導イメージ療法（英語版）、漸進的筋弛緩法。身体の自然な弛緩反応を誘導するように設計されている。）[14]
- 脊椎マニピュレーション（カイロプラクター[15]、オステオパシーを行うオステオパシー医（英語版）、ナチュロパシー（英語版）[16] の療法家[17]、理学療法士、医師などのヘルスケアの専門家によって実践されている。）
- 中国の伝統的な動作法（導引（中国語版）。太極拳[18] や気功など、姿勢・動作と呼吸を調和させて行い、精神を集中させる。）
- 様々なスタイルのヨガ（姿勢、運動、呼吸法、瞑想を兼ね備えている。）[19]

他に、催眠療法などの精神療法、ヒーリング・タッチ（手当て療法）などがある。
その他
- 伝統的なヒーラーによる施術、中国医学、アーユルヴェーダ（インド伝統医学）[20]、ナチュロパシー、ホメオパシー[21]、民間療法など。

### 日本
林義人は、代替医療を全て分類しきることは困難であるが以下の4つのタイプに大まかに分類できるであろうと述べた。
伝統医学
中国医学、漢方医学、韓医学、アーユルヴェーダ（インド医学）、ユナニ医学（ギリシャ・アラビア医学）等、数百年以上の長きに渡り、それぞれの国家において多くの伝統医師により研究・継承されてきた歴史・伝統があって、奥深さや広がりを伴った体系を持っており、各国の国民の健康を長らく支えてきた実績のあるもの。近代以降、現代医学（近代医学、西洋近代医学、現代西洋医学）が前面に出てくるまでは、むしろこちらが主流であったもの。
民間療法
国家的な広がりまではなく、小集団によるもの。歴史があるものも、最近登場したものもある。アメリカで発祥したカイロプラクティック。アメリカでは国家資格として扱われており、資格を持つ者は doctor of chiropractic と呼ばれる。オステオパシー、大正時代に日本で発祥し、欧米で先に普及したレイキなど。
栄養にまつわる療法
食事療法の延長として、効果を期待するもの。特定の食事、食事法のこともあれば、食事成分のこともある。食事成分の場合、完全に同一成分の錠剤を摂取しても保険制度を利用すれば通常医療という位置づけである。
最先端治療法
現代医学の医師によって研究され、一部では用いられた例はあったとしても、その時点ではまだ大半の医師からは標準的な治療としては認知されていないもの。例えば、1990年の日本における腹腔鏡手術など。
ただし、日本では歴史的に見れば漢方医学が主流であり、現在でも一部の漢方薬が保険適応され、医学（現代医学）と共に用いられているので、漢方医学を代替医療に含めてしまうような欧米式の分類は日本の状況には馴染まない点があると指摘する人もいる。

## 各国での状況
欧米の先進国において補完・代替医療の利用頻度が急速に増加している。1990年代以降に代替医療への関心が高まっており、さらに代替医療の科学的研究に大きく予算が配分され政策として実行されてきた。アメリカでは、アメリカ国立補完代替医療センター(NCCAM)で行われた病気の予防・治療を目的とした臨床試験の多くで期待した成果がなかったため、研究対象は代替医療から補完医療（補完的健康アプローチ）へ、研究目的も「病気の予防・治療」から「症状のマネジメント」へと大きく変わってきている。
実際に使用されている代替医療の種類はアメリカと日本ではかなり異なっている。例えば、1995年公表の米国の調査及び2002年公表の日本の調査で、複数回答可のアンケート調査の結果のそれぞれ上位3を見てみると、米国では1位がリラクセーション 16.3%、2位 ハーブ 12.1 %、3位 マッサージ 11.1%であり、日本では1位 サプリメント 42.0%、2位 マッサージ 31.2 %、3位 リフレクソロジー 20.2 %の順になっている。

### アメリカ合衆国

#### 利用状況
1993年、デビッド・アイゼンバーグ博士（ハーバード大学代替医学研究センター所長）はアメリカ合衆国国民の補完・代替医療の利用状況についての調査報告を発表した。この調査は、この研究センターが研究している16種類の補完・代替医療に関してのみを調査対象にしていた。16種類に限定していたにもかかわらず、利用状況は医師らの予想をはるかに超えていた。
1990年時点で、これら16種類の補完・代替医療を受けたアメリカ国民は全国民の34%に達していた。補完・代替医療の機関（治療院、ルームなど）への外来回数はのべ4億2700万回に達していた。この数はかかりつけ開業医への外来3億3800万回を超えていた。
この調査で、学歴が高い人、収入の多い人、知識人層など時代を先導してゆくとされる人たちほど、代替療法を評価し積極的に利用している、ということも明らかになった。また、保険負担が制限された予防医療や高度医療が必要になった場合や、2010年に発効した医療保険改革法以前に存在した数千万人及ぶ無保険者が、高額な医療費を敬遠して比較的安価で済む補完・代替医療を利用する場合もあった。
1997年の調査では補完・代替医療への外来回数は6億2900万回になり、1990年の調査時のおよそ1.5倍に増加した。

#### 研究と教育体制
日本、韓国、中国などでは正規の病院で漢方薬が処方されるが、アメリカでも10を超える州で医学的に効果の証明されたものには保険が適用されている。ただし、ホメオパシーなど現在でもその効用が実証されていないものは除外されている。
1992年、国民の利用関心を背景としてアメリカ国立衛生研究所(NIH)にアメリカ国立補完代替医療センター(NCCAM)が設置された。
当初の年間予算は200万ドルであったが、現在では1億ドル以上の予算が割り当てられている。全米の医科大学・医学ラボなどでの代替医療研究を振り分け、政府予算も割り当てられている。2000年にはホワイトハウスに補完代替医療政策委員会が設置された。代替医療の教育について、全米の医学生が少なくともひとつの代替医療を並行して学べる体制を各医学部が備えていることが望ましいとして、国立衛生研究所では公式に推奨している。そのような代替医療教育体制は全米の医科大学の50%以上で既に実施されている。1998年の段階で、全米125医学校中75校が通常医療以外の講座・単位を持つようになっていた。医学生の側も80%余りが代替医療を身に着けたいとアンケートに答えている。
ジョージタウン大学は補完・代替医療教育において初めて正規課程(修士課程)を定めた学校であり、国立衛生研究所が目と鼻の先にあることもあり、多くの代替医学研究がされている。また、アリゾナ大学の医学教授アンドルー・ワイルにより現代医学による医療と補完・代替医療とをあわせた統合医療が教育実践されている。
アメリカ国立補完代替医療センター（NCCAM）には莫大な予算が投じられ、病気の予防・治療を目的とした臨床試験が多く行われた。しかしそのほとんどは、良い結果を得ることができなかったため、国民やメディアから税金の無駄遣いとして厳しい批判を受けた。（参考：セラピューティック・タッチ）
これにより、2010年頃から国立補完代替医療センターの研究目的は、「代替医療」から通常医療を補う「補完医療」に大きく変更され、各種施術療法の総称として、補完代替医療（complementary and alternative medicine）ではなく、補完的健康アプローチ（complementary health approaches）を使うようになった。センターの名称は、2014年12月にアメリカ国立補完統合衛生センターに変更され、代替医療の「代替」を意味する「Alternative」が除かれた。研究の目的が「病気の予防・治療」から「症状のマネジメント」へと変わったことで、近年（2015年時点）では、各種施術療法における「症状のマネジメント」に関する有効性が証明されてきている。「症状のマネジメント」（症状の管理、symptom management）とは、重篤な疾患や生命を脅かす疾患のある患者の生活の質（QOL）を改善するために行われるケアであり、疾患の症状や治療による副作用、治療に関係した心理的、社会的、精神的な問題を、予防し治療することを目的とする。「緩和ケア（palliative care、comfort care）」、「支持療法（supportive care）」とも呼ばれる。

### イギリス
1983年、王室基金の援助で代替医療などの研究を行う慈善団体、補完医療研究評議会(RCCM)が設置される。
1991年、イギリス保健省は、効用が医学研究者によって科学的に証明された補完・代替医療の場合は、治療家の雇用に保険が適用されることにした。
ウェールズ公チャールズ（のちのチャールズ3世）の発案で、代替医療について国家レベルで5か年計画の研究が行われた。
2004年3月、西洋伝統医学や中国医学による鍼灸とハーブ療法の治療について資格制度創設のための、法律規制案が提出された。これは1993年にウェールズ公チャールズによって設立されたプリンス統合医療財団が英国保健省に働きかけて制度化に向けて進めてきたものであった。しかし、2020年時点では、従来の医師と同様の資格制度があるのは整復師とカイロプラクターのみで、その他の代替医療については業界団体等による自主的な基準等は設けられているものの、公的な資格や経験がなくても施術が可能である。
英国国立医療技術評価機構（NICE）では、限られた状況についてのみ代替医療の使用を提案しており、例として、パーキンソン病に対するアレクサンダー・テクニーク、つわりに対するショウガや指圧、腰痛に対する手技療法が挙げられている。また、NICEの診療ガイドラインでは、慢性的な緊張性頭痛のマネジメントのための予防処置として鍼灸が提案されている。
ホメオパシーについては、2010年2月22日の庶民院科学技術委員会（House of Commons Science and Technology Committee）において「ホメオパシーはプラセボと同程度の価値しかなく国家が国民保健サービス（NHS）とするに値しない」と結論づけ、保険適用は国ではなく地元のNHSと医師の判断に委ねられた。

### ドイツ
近代医学発展の主な舞台はドイツであるが、近代医学においては治療の分野の発展が最も遅れたため、ギリシャ・アラビア医学（ユナニ医学）を受けつぐヨーロッパの伝統医療や各種療法、医師免許を持たない治療者による医療も非常に大きな位置を占めてきた。ナチスドイツの時代にハイルプラクティカー（独：Heilpraktiker）という自然療法、伝統療法を行うことができる国家資格が作られ、現在もこの制度が保持されている。日本補完代替医療学会は、主要先進国では最も代替医療が活用されていると報告している。

### 東アジア
日本、韓国、中国などでは正規の病院において、中国医学系伝統医学（東洋医学）による治療が行われており、漢方薬が処方されている。

### 日本
日本で代替医療の歴史をさかのぼるということは、伝統医学等の歴史をさかのぼるということになるので、その起源を明らかにすることは困難な面がある。近年では現代医学の視点から代替医療を検証しようとする動きがあり、1997年に日本代替医療学会（現 日本補完代替医療学会）が創設された。会員数は約1000名で、会員構成比率上位を5つを挙げると内科医、外科医、薬剤師、産婦人科医、小児科医となっている。1998年には日本代替･相補･伝統医療連合会議が、2000年には日本統合医療学会が設立された。漢方医学は日本の伝統医学なので以前から日本の大学医学部において講座が設置されていたが、2002年3月には補完代替医療学講座という名称では初となる講座が金沢大学に誕生した。日本ではさらに、北陸大学薬学部に代替医療薬学教室が、大阪大学大学院医学系研究科に生体機能補完医学講座が設置されている（2006年現在）。
厚生労働省は、2012年から「統合医療」のあり方に関する検討会を開催している。

#### 具体例
日本で行われることがある代替医療・補完医療の具体例としては以下のようなものがある。日本では混合診療は認められていないため、保険適用外の療法は病院で行われない。
- 中国医学、漢方医学（一部の薬が日本薬局方に収録されている）

※ ただし、漢方医学については、代替医学に含める見解も、含めない見解もある。上述のごとく漢方医学を代替医療に含めてしまうのは日本の状況に馴染まない、歴史的に見ればむしろ漢方医学が主流医学である、と指摘する人もおり、また、日本で多くの病院の医師（臨床医）などが手元に置いて治療法の選択時に参考とする『今日の治療指針 -私はこう治療している-』などでも、処方例の中に漢方薬も挙げており、医学部で現代医学系の訓練を受けた医師も日常的に漢方薬を処方する例は近年増えており、日本ではいわば"通常医療"としての面も持っているので、これについてはやはり欧米風の単純な分類は馴染まない。
- 鍼灸（国家資格としてはり師ときゅう師がある）
- 柔道整復術（国家資格として柔道整復師がある）
- 指圧、マッサージ（国家資格としてあん摩マッサージ指圧師がある）
- その他の東洋の各種伝統医学（アーユルヴェーダなど）
- オステオパシー（保険適用外）やカイロプラクティック（保険適用外）のような欧米発信の手技療法
- アロマセラピー（保険適用外）
- 支持療法（保険適用外）
- 各種療術、民間療法（保険適用外）
- 宗教的なヒーリング（保険適用外）
- ホメオパシー（保険適用外）
- ブレスワーク／呼吸法（保険適用外）

鳩山由紀夫首相は2010年1月29日の施政方針演説で「統合医療の積極的な推進の検討」を表明した。これをうけて厚生労働省は、統合医療への保険適用や資格制度の導入を視野に、2月5日に統合医療プロジェクトチームを発足させた。プロジェクトチームは統合医療の研究がさかんなアメリカの国立衛生研究所のジャンル分けを参考に、中国医学やアーユルヴェーダ、ユナニ医学、断食療法、瞑想、磁気療法、オゾン療法、気功を含んだ統合医療の日本国内での実態把握をはじめることにした。ただし民主党から自民党への政権交代もあって、この取り組みは中断している。

#### 注意点
一部のカルト集団が勧誘の手段として代替医療を行っている例もあるという。
ホメオパシーなどの一部の代替医療の喧伝には類感呪術、感染呪術の手法が見られる場合があり。、これらの手法に対する親和性の高い読者層をターゲットとした雑誌、書籍類（日本ではLOHASを採り上げる女性誌）において広く広告、喧伝が見られているという。
抗がん剤治療と緩和療法が専門の医師押川勝太郎は、丸山ワクチンをはじめとする代替補完医療選択の結果、ステージⅢまでの乳がん、前立腺がん、肺がん、大腸がんの患者の生存曲線は、84ヶ月後で「代替補完医療なし＝約83％」「代替補完医療を選択＝約70％」と死亡リスクは約2倍（ステージⅡでは2.7倍、Ⅲでは8倍、乳がんでは8倍、肺がんで53倍、大腸がんで5.9倍）の大差がついているとしている。この理由は標準治療の拒否や、遅れが原因であると推測されるとしている。

## 代替医療とエビデンス
補完・代替医療に用いる薬物の科学的検証の手順などは、現代医学でのそれとは異なっていることが多い。現代医学の場合では、新奇な物質を用いようとすることが多いわけなので、まず物質を同定してから細胞実験、動物実験、人体における臨床、という順で行われるが、伝統医療の薬の場合は、すでに広く用いられているものが多く、古くからヒトで使用されており安全性が確認されているものが多いため、動物の安全性試験を通過したものは、臨床試験で本当に有用なのか判定した後に、物質の同定へと進むので、順序が異なるのである。2006年の論文には、当時、補完・代替医療の専門雑誌も数多く発刊されるようになっており、科学的なエビデンスが急速に蓄積されつつある旨が記されている。eCAMという専門誌もあり、これは日本側の研究者らの提案によって発刊され、中国医学の成果の投稿に適した国際誌であり、インターネットで無料で閲覧可能である。（Evidence-based Complementary and Alternative Medicine）
代替医療の中には、鍼灸・漢方医学（薬用植物）・推拿のように、長い歴史の中で経験的に有用性が認められてきたが、近年改めて科学的実験・調査が行われ、有意な治療効果が見込めることが確認されるようになった療法もある。鍼灸・漢方といったような代替医療にもエビデンスを主体にした考え方も出てきており、また、WHOが1996年、鍼灸における適応疾患を起草したり、1997年、NIHの鍼治療の合意形成声明書が発表され、現代医学の補完代替医療へのアプローチも進んできている。
米国政府は補完代替医療の有用性を検証研究するため、米国NIHの下部組織として国立補完代替医療センター (NCCAM) を設立した。
イギリスにおけるリフレクソロジーのように、数年にわたる実データの蓄積を含む正規の科学的な検証を経たうえで、議会の承認を経て正規の保険医療に組み込まれ成果をあげているものもある。
食事療法や健康食品のような分野は補完・代替医療の中でも研究が行われにくいために、エビデンスが少ないと報告されている。米国では、食事療法や健康食品の使用については特定の疾患では注意した上で容認するというガイドラインがある。
プラセボ以上の医療効果が無いものまでも代替医療の範囲に含めるべきかについて議論がある。とされた。サイモン・シンらが行った根拠に基づく医療(EBM)の手法を用いた調査では、「鍼灸はいくつかのタイプの痛みと吐き気には効いている」とされた。また同調査で、「カイロプラクティックは腰痛の治療にのみ有効性が認められる」「ホメオパシーはほぼプラシーボ効果である」とされた。英国カイロプラクティック協会はサイモン・シンを訴えていたが、最終的に訴訟は取り下げられた。イギリスの下院委員会も「ホメオパシーには偽薬以上の効果はない」として公的扶助の対象外（保険適用外）とすべきであると言う報告書をまとめた。